# Željko Franulović
Željko Franulović (ur. 13 czerwca 1947 w Splicie) – jugosłowiański tenisista, reprezentant kraju w Pucharze Davisa.

## Kariera tenisowa
Franulović występował na światowych kortach od drugiej połowy lat 60. do pierwszej połowy lat 80. XX w. W latach 1966–1983 rywalizował regularnie na French Open (jedynie nie wystąpił podczas edycji z 1976) osiągając finał zawodów w 1970, który zakończył porażką z Janem Kodesiem. Franulović był także w półfinale turnieju w 1971 i ćwierćfinale w 1969.
Oficjalna strona ATP podaje, że Franulović triumfował w ośmiu zawodowych turniejach w singlu i siedmiu w deblu po rozpoczęciu ery open.
W latach 1967–1980 reprezentował Jugosławię w Pucharze Davisa notując bilans trzydziestu dwóch zwycięstw i dwudziestu siedmiu porażek.
Po zakończeniu kariery, w roku 2005 został dyrektorem turnieju ATP World Tour Masters 1000 Monte Carlo Masters. W latach 2007–2009 był członkiem zarządu ATP.

### Finały w turniejach wielkoszlemowych

#### Gra pojedyncza (0–1)
| Końcowy wynik | Nr | Data           | Turniej            | Nawierzchnia | Przeciwnik | Wynik finału  |
| ------------- | -- | -------------- | ------------------ | ------------ | ---------- | ------------- |
| Zwycięzca     | 1. | 7 czerwca 1970 | French Open, Paryż | Ceglana      | Jan Kodeš  | 2:6, 4:6, 0:6 |